# Gheorghe Gheorghian
Cristea Gheorghe Gheorghian a fost un medic și om politic român, senator și primar al municipiului București. A deținut această funcție în două perioade, ianuarie 1920 – februarie 1922 și decembrie 1928 – ianuarie 1929, fiind unul din cei 12 politicieni care au reușit să obțină de două ori mandatul de primar de-a lungul timpului. Suplimentar, a activat în mai multe rânduri ca primar interimar în mandatul lui Anibal Teodorescu.
Gheorghe Gheorghian a fost nepotul mitropolitului Iosif Gheorghian. La mijlocul anilor 1940, el a fost medicul curant al patriarhului Nicodim, pe care l-a însoțit într-o vizită protocolară la Moscova, efectuată în octombrie 1946 la invitația patriarhului Alexei.

## Biografie

### Primul mandat
În 1919, Gheorghe Gheorghian a participat activ la campania electorală și a fost ales deputat din partea Partidului Țărănesc la alegerile generale din noiembrie. Pe lista țărănistă pentru circumscripția București mai fuseseră propuși Nicolae Zanne, președinte al Camerei de Comerț, Gheorghe Mironescu, Temistocle Alexandrescu, Teodor Orghidian, Ștefan Ardeleanu și alții, însă doar Zanne (cu 4253 de voturi) și Gheorghian (cu 4021 de voturi) au fost aleși.
În ianuarie 1920, Gheorghe Gheorghian a fost numit președintele „Comisiunei interimare a Capitalei”, în fapt primar al Bucureștilor. Nicolae Lupu, la acea vreme ministru de Interne, l-a susținut pentru această funcție pe Constantin Musceleanu, care candidase pe lista independentă „Clopotul”, însă atât Regele Ferdinand, cât și grupurile parlamentare naționalist și țărănist s-au opus.
Noul primar și-a început imediat activitatea, iar pe 8 ianuarie, împreună cu ministrul Lupu și cu membrii unei comisii speciale a Căilor Ferate Române, a analizat măsurile care se impuneau „spre a se putea face cu oarecare regularitate transporturile cu alimente și lemne destinate Capitalei”, una din preocupările cele mai presante ale orașului. Alte neajunsuri semnalate de presă erau curățenia, măsurile igienice precare, iluminatul deficitar și starea proastă a străzilor.
Tot în ianuarie 1920, Gheorghian l-a numit șeful său de cabinet pe V. Ureche. Noul primar a continuat să caute soluții pentru îmbunătățirea aprovizionării cu zarzavaturi și carne, îngreunată de speculă și de o grevă a măcelarilor angrosiști, din octombrie 1920. O altă problemă acută a capitalei, lipsa de apă, a fost semnalată în august 1921, iar primarul Gheorghian a respins criticile care i s-au adus, motivând situația prin defecțiuni ale filtrelor, scăderea debitului de apă în sezonul estival și creșterea consumului populației.
Pe 23 februarie 1920, Franța a decorat Bucureștii cu medalia „Crucea de război” „pentru orașul [...] care a suportat cu atâta sânge rece și bărbăție asprele încercări ale războiului”. În vara aceluiași an, mareșalul Joseph Joffre s-a deplasat la București și a înmânat decorația primarului Gheorghian. În timpul ceremoniei, care s-a desfășurat în Parcul Carol, mareșalul Joffre a explicat rațiunile decorării, iar primarul Gheorghian i-a mulțumit acestuia și și-a exprimat „cea mai vie emoțiune” pentru primirea medaliei în numele capitalei României.
În iunie 1921 (sau iulie, după altă sursă), Gheorghe Gheorghian a propus consiliului comunal înființarea Muzeului Comunal București. Hotărârea a fost aprobată de consiliu, însă mandatul scurt nu i-a permis edilului să își ducă planul la îndeplinire. Muzeul Municipiului București a fost inaugurat abia la 22 noiembrie 1931, în mandatul lui Dem I. Dobrescu, după ce primăria capitalei a pus la dispoziție în acest scop Casa Moruzi, o clădire istorică de pe Calea Victoriei.
Pentru o perioadă de timp din primul mandat, Georghian i-a avut ca vice-președinți ai comisiei interimare (viceprimari) pe inginerul Katz și pe Emanoil Protopopescu-Pake, însă acesta din urmă a demisionat din funcție pe 22 decembrie 1921, acuzându-i pe primii doi de concesionarea frauduloasă a unui contract de salubrizare a orașului, iar pe Georghian personal de faptul că „lucrează politicește pentru d-sa”. Unele ziare ale vremii au criticat și alte decizii ale primarului, spre exemplu un împrumut pentru primăria capitalei în valoare de 100 milioane lei, contractat în 1920 la Banca Blank, sau felul cum a gestionat posibilitatea de achiziționare pentru oraș a terenului „Bordei”, cu o suprafață de 400.000 m2, cumpărat până la urmă „pentru un preț derizoriu” de Aristide Blank.
Gheorghian s-a apărat acuzând politizarea excesivă a aparatului administrativ al orașului și lipsa de autonomie a primăriei, „fără de care sforțările mele vor rămâne zadarnice”. El a pomenit și de situația grea pe care a găsit-o după instalarea în funcție, gospodăria comunală fiind „sărăcită și secătuită din cauza ocupației germane. Când am venit, n’am găsit nici un ban în casa comunală și foarte multe datorii. Populația flămândă și fără lemne, mă asalta zilnic și trebue să adaog că la toate sforțările mele, în loc de ajutor au fost multe ziare politice care din spirit de opoziție m’au ironizat, pot zice m’au maltratat [...]”. Însă câțiva ani mai târziu, ziarul Universul, relatând din cartierul Tei-Colentina, constata „obicinuita mizerie, afară doar de câteva străzi, bine gospodărite sub primariatul d-lui dr. Gheorghian”. Iluminatul electric era o altă „amintire frumoasă de sub primariatul d-lui dr. Gheorghian”, iar locuitorii intervievați își aduceau aminte „cu recunoștință de activitatea edililor sub primariatul d-lui dr. Gheorghian”.
Primul mandat al lui Gheorghe Gheorghian a luat sfârșit pe 2 februarie 1922, când componența comisiei interimare a fost schimbată de guvern.

### Între mandate

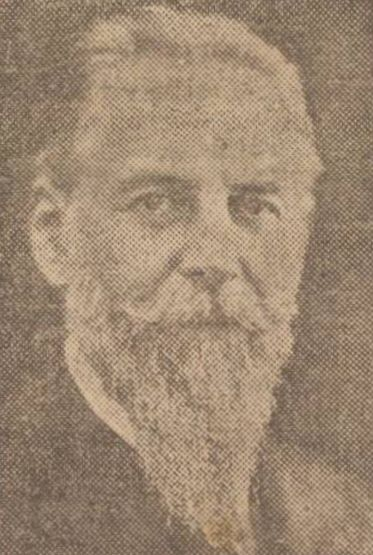
Gheorghe Gheorghian

În acea perioadă, Gheorghian s-a regăsit activ în diverse consilii de administrație ale unor societăți, asociații sau companii. Pe 6 mai 1920, „Adunarea Generală ordinară și extraordinară” a Societății de Asigurări și Reasigurări „Urania” a ratificat cooptarea în consiliul de administrație a lui Gheorghian, care în acel moment era și primar. În iulie 1924 i s-a reînnoit mandatul de administrator-delegat la fabrica de spirt Bragadiru. În iunie 1925, consiliul de administrație al societății SOCEC et Co. i-a acordat lui și altor cinci acționari drept de semnătură, ceea ce permitea ca doi din cei șase, împreună, să poată angaja juridic societatea. În septembrie același an, la Sala Dacia, Gheorghian a prezidat întrunirea Organizațiilor Unite ale comerțului și industriei, în vederea alegerilor pentru Camera de comerț și industrie. „Cu unanimă însuflețire”, delegații au decis să susțină listele Organizațiilor Unite „în frunte cu dr. Gh. Gheorghian, Temistocle Alexandrescu, Mihail Manoilescu, Th. V. Orghidan”.
Tot în acei ani, fostul primar a jucat un rol de frunte în întrunirile politice ale organizației București a Partidului Național, ținând discursuri și criticând adversarii liberali. S-a implicat în campania pentru pregătirea alegerilor comunale din 1926 și, în luna aprilie, s-a aflat printre delegații care l-au așteptat pe Iuliu Maniu la Gara de Nord, la întoarcerea acestuia de la Cluj, unde prezidase congresul Partidului Național. Pe 15 februarie 1926, alături de alți fruntași ai opoziției, precum Iuliu Maniu, Alexandru Vaida-Voevod, Ion Mihalache, Grigore N. Filipescu, Virgil Madgearu, Dem I. Dobrescu, Dimitrie R. Ioanițescu, Grigore Trancu-Iași, Anibal Teodorescu, Ștefan Meitani și Pompiliu Ionițescu, a luat parte și a ținut un discurs la marea întrunire a Opoziției Unite de la Sala Dacia din București.
Campania electorală pentru alegerile locale a prilejuit diverse acuzații de o parte și de alta. În februarie 1926, ziarele au publicat un protest al opoziției unite, înaintat președintelui Biroului Electoral București, în care erau condamnate „banditismele guvernamentale in Capitală”, falsificarea listelor electorale și sustragerea cărților de alegător. Gheorghian a ocupat poziția întâi pe lista cu candidați propusă de opoziția unită, având cele mai mari șanse să fie ales primar, iar presa a publicat interviuri în care el își prezenta în mod succint programul.
Alegerile locale s-au desfășurat pe 20 februarie 1926 și s-au soldat cu o victorie categorică a opoziției unite. Ziarul Lupta din 21 februarie consemna că „țara a spulberat regimul Brătianu” și menționa „dezastrul guvernului la București”, unde lista câștigătoare a fost cea pe care figura Gheorghe Gheorghian. Ziarele opoziției au început să publice articole elogioase și interviuri cu „noul primar”, însă Gheorghian a reacționat precaut, precizând: „Nu sunt primarul Capitalei, fiindcă până la alegerea de primar mai sunt formalități de îndeplinit; între altele, alegerile parțiale din care vor eși membri de drept”. El a atras atenția că „legea este vicioasă”, deoarece edilul capitalei este numit de un consiliu format din trimiși aleși în mod direct de către cetățeni și din trimiși „de drept”, desemnați de diverse ministere și instituții politice.
Procedurile pentru alegerea noului primar al orașului au avut loc pe 9 aprilie 1926, iar ședința a fost prezidată de inginerul Elie Radu, decanul de vârstă al adunării. În deschidere au luat cuvântul Ioan E. Costinescu, primar încă în funcțiune, și cei doi candidați propuși de guvern, Anibal Teodorescu, respectiv de opoziția unită, Gheorghe Gheorghian. S-a trecut apoi la vot și, în ciuda faptului că opoziția l-a votat în unanimitate pe Gheorghian, delegații numiți politici au înclinat covârșitor balanța în favoarea oponentului său. Rezultatul votului a fost următorul:
1. Prof. Anibal Teodorescu – 40 de voturi.
2. Dr. Gheorghe Gheorghian – 13 voturi.
3. Voturi neexprimate – 5.

S-au votat apoi membrii delegației permanente (consiliul local), fiind aleși Ioan E. Costinescu, Gheorghe Gheorghian, Mihail Berceanu, inginerul Ion Săbăreanu și alte patru persoane.
În mandatul lui Anibal Teodorescu, Gheorghian a fost numit în mai multe rânduri „locțiitor de primar” sau „primar ad-interim” atunci când Teodorescu a fost plecat din țară sau era în concediu. Spre exemplu în august 1926, în septembrie 1926, când s-a declarat împotriva dispozițiilor unei ordonanțe pentru combaterea speculei emise de Prefectura Poliției Capitalei, sau în martie 1927, când a primit o delegație de brutari din sectorul III Albastru. În septembrie 1926, în urma unor scumpiri, primarul interimar Gheorghian a intervenit pe lângă generalul Văleanu, ministrul comunicațiilor, cerând menținerea vechiului tarif de transport al lemnelor pentru populația Bucureștilor. Tot în septembrie și tot din această funcție, Gheorghian a contractat un împrumut de 20 milioane lei la Casa de depuneri și consemnațiuni, pentru a face față nevoilor cele mai presante ale orașului.
În februarie 1927, alături de colonelul Marin Șeinescu, de Nicolae Vasilescu-Karpen și de alți consilieri locali, Gheorghian a pledat pentru a se permite restaurantelor să instaleze mese pe trotuarele mai largi, precum în orașele occidentale.
O importantă acțiune politică a lui Gheorghe Gheorghian a fost inițierea unei anchete privind gestiunea fostei comisii interimare (consiliul local) a capitalei în timpul mandatului lui Ioan E. Costinescu. Ancheta s-a concentrat pe activitatea fostului viceprimar D. P. Niculescu-Ritz și a lui Mihail Berceanu, care gestionase fonduri de peste 100 milioane de lei destinate construirii de școli primare prin intermediul comitetelor școlare. Comisia, printre ai cărei membri se numărau Gheorghian, Anibal Teodorescu, Ioan E. Costinescu și experții contabili Bosianu și Banciu, nu a găsit nici o neregulă în gestiunea lui D. P. Niculescu-Ritz, însă a constatat că gestiunea lui Mihail Berceanu „nu corespunde normelor stabilite contabilicește”. În urma rezultatului, Gheorghe Gheorghian, care în acel moment exercita atribuțiuni de primar interimar, i-a retras lui Berceanu delegația de conducere a Direcției financiare a Primăriei, pe care acesta o primise în perioada concediului titularului de drept, M. A. Georgescu.
În februarie 1927, numele lui Gheorghe Gheorghian a fost vehiculat ca înlocuitor al lui Anibal Teodorescu, care demisionase din funcția de primar. În final, în locul acestuia a fost numit liberalul Ioan E. Costinescu, care mai ocupase acest post între 1923 și 1926. Gheorghian a continuat să-și exercite atribuțiile de consilier, iar pe 19 octombrie 1928 a fost unul din participanții la festivitatea de deschidere a bulevardului Ion C. Brătianu.

### Alegerile din 1928, senator
În vederea alegerilor generale din 1928, Gheorghian a ocupat poziția a doua pe lista pentru Senat a Partidului Național-Țărănesc în județul Ilfov, pe poziția întâi fiind nominalizat Sabba Ștefănescu. Sufragiul a avut loc pe 15 decembrie, iar PNȚ a obținut o victorie convingătoare. În județul Ilfov, toți cei șapte candidați de pe lista PNȚ, inclusiv Gheorghian, au fost aleși senatori.

### Al doilea mandat (interimar)
Pe 29 noiembrie 1928, primarul în exercițiu al Bucureștilor, Ioan E. Costinescu, a intrat în concediu, atribuțiunile sale fiind încredințate lui Gheorghe Gheorghian. Pe 1 decembrie 1928, în urma unei reclamații a consilierului comunal Chiriță Vasilescu, inspectori generali administrativi delegați de Ministerul de Interne s-au prezentat la sediul primăriei pentru a anunța oficial redeschiderea anchetei privind gestiunea fostei comisii interimare de sub președinția lui Ioan E. Costinescu, închisă anterior de fostul primar Anibal Teodorescu. În seara aceleiași zile, „pentru a nu împieta asupra anchetei ce se face”, Ioan E. Costinescu și-a înaintat demisia, iar Gheorghian a devenit oficial primar interimar. Situația de provizorat a deranjat alți membri ai consiliului comunal. În ședința din 29 decembrie, Anibal Teodorescu a acuzat făptul că „influențele politice mențin la primărie o situație dăunătoare gospodăriei municipiului” și a afirmat că „provizoratul d-lui dr. Gh. Gheorghian nu mai poate continua. Credem că municipiul trebue gospodărit legal”.
În luna ianuarie 1929, Gheorghian a prezidat diverse ședințe de consiliu în care s-a aprobat în unanimitate bugetul capitalei, s-a anunțat că s-au primit numeroase oferte de asigurare a bunurilor comunale de la societăți de profil, s-a discutat acordarea unui sprijin financiar pentru „Casa Femeii” și congresul invalizilor, sau s-a decis suplimentarea numărului de autocamioane pentru strânsul zăpezii și gunoiului menajer. 
În ședința din 1 februarie 1929, Ioan E. Costinescu a anunțat dizolvarea iminentă a consiliului general al capitalei. El a relatat o convorbire cu ministrul industriei și comerțului, Virgil Madgearu, în care i-a recomandat acestuia să-l titularizeze pe postul de primar pe interimarul Gheorghian, însă Madgearu a solicitat desemnarea lui Dem I. Dobrescu. Consiliul a fost, într-adevăr, dizolvat pe 6 februarie, iar Gheorghe Gheorghian a fost înlocuit cu Dem I. Dobrescu. Acesta din urmă, însoțit de membrii noii comisii interimare, s-a prezentat la primăria capitalei „la ora 1 după-amiază” pentru a-și prelua mandatul.

### Alte activități
După excluderea din consiliul general al capitalei, Gheorghe Gheorghian a rămas o persoană activă politic și social și un fruntaș al Partidului Național-Țărănesc. Spre exemplu, pe 21 septembrie 1929, el a participat la un banchet organizat de partid, alături de Iuliu Maniu, ministrul Ion Mihalache, subsecretarii de stat Eduard Mirto, Virgil Potârcă și Dimitrie R. Ioanițescu.
În luna martie 1929, Gheorghian își exprima în presă opiniile legate de legislația privitoare la comercializarea alcoolului, criticând îngrădirile aduse producătorilor de băuturi spirtoase din cereale. În mai 1929, el a acordat un interviu revistei Radio și Radiofonia, pledând pentru introducerea radiofoniei la sate. A continuat să facă parte din diverse consilii de administrație, spre exemplu cel al Băncii Continentale S.A., al cărei președinte era Alexandru Vaida-Voevod.
Gheorghe Gheorghian a fost și francmason. Pe 5 septembrie 1929, prin sentința nr. 78 a Secției I Civil a Tribunalului Ilfov, loja Marele Orient al României a primit calitatea de persoană juridică, avându-i ca președinte pe Gheorghian și vicepreședinte pe generalul Gheorghe Solacolu. În decembrie 1929, el a condamnat în presă un atac al unui grup studențesc împotriva sediului lojii, în timpul căruia drapelul acesteia a fost furat. În numărul din 12 noiembrie 1932, ziarul Calendarul a reprodus documente care dovedeau că Gheorghe Gheorghian era încă președintele Marelui Orient al României.

### Declin politic, probleme de sănătate și financiare
În 1930, înaintea alegerilor locale, Gheorghian și colaboratorii săi au început să fie marginalizați de organizația PNȚ, invocându-se faptul că „dr. Gheorghian e... prea amabil, prea îngăduitor”. Din acest motiv, Gheorghian a decis să candideze pe listă separată la sectorul I Galben și, eventual, la sectorul III Albastru, alături de colonelul Marin Șeinescu și de alți apropiați. Depunerea listei a suferit o amânare de câteva zile, pentru că o organizație de femei și un grup de independenți și-au exprimat interesul de a se alătura dizidenților din PNȚ. Pe 27 februarie 1930, „la orele 2 după-amiaza”, în ciuda presiunilor din interiorul partidului, Marin Șeinescu a depus la Tribunalul Ilfov o listă independentă cu 20 de nume, având ca simbol electoral „Ochiul lui Dumnezeu”. La depunere, Șeinescu a prezentat o procură din partea lui Gheorghian, care se mutase între timp în Franța. Imediat după depunerea listei, organizația național-țărănistă din capitală, sub președinția lui Constantin Angelescu, s-a întrunit pentru a discuta situația și a decis excluderea din partid a lui Gheorghian, Șeinescu și a altor cinci persoane.
Excluderea nu l-a afectat prea mult pe Gheorghian, care în acel moment se afla la Marsilia și, conform ziarelor, „nu se mai interesează de alegerile comunale”. Însă în același an a început să resimtă probleme de sănătate și financiare. Mai întâi, invocând o creanță de 1050000 lei, un grup de creditori condus de B. Aftalion a solicitat declararea falimentului lui Gheorghe Gheorghian. Pe 28 octombrie 1930, motivând că fostul primar nu e comerciant, deci nu poate fi declarat falit, secția I comercială a Tribunalului Ilfov a respins solicitarea. La sfârșitul lunii noiembrie însă, tribunalul a admis recursul creditorilor, iar procesul de faliment a fost reluat. Gheorghian, aflat în continuare în Franța, nu a participat la ședințele de judecată și a fost reprezentat de mai mulți avocați, printre care Vasile V. Toncescu.
Procesul s-a întins până în 1932, iar ședințele de judecată au trebuit uneori amânate. Spre exemplu, după ce unul din avocații fostului primar s-a îmbolnăvit, o ședință programată pe 31 ianuarie 1932 a fost amânată până pe 11 martie. Gheorghian nu s-a prezentat pentru a fi interogat de avocații petenților. Reprezentanții săi au notificat instanța că clientul lor este bolnav și au adus certificate de la medicii care îl tratau la Bagnolles sur Mer, care atestau că nu poate părăsi localitatea. Pe 20 martie 1932, tribunalul a respins din nou acțiunea petenților.
După sentința tribunalului, unul dintre creditori, Mihail Ștefănescu, a declarat recurs la Curtea de Apel București. Gheorghe Gheorghian a fost convocat de curte pentru prima ședință de judecată, pe 4 aprilie 1932, de la „ora 1 p. m., la secția 1”. Convocarea sugera și dificultatea comunicării cu fostul primar: „chemăm pe d. dr. G. Gheorghian, fost cu domiciliul în București, calea Rahovei Nr. 157, iar acum, necunoscut”. În aceeași perioadă și din același motiv, Gheorghian a fost eliberat din unele din funcțiile pe care le deținea în diverse consilii de administrație. Spre exemplu, în iulie 1932, Uniunea Comercianților și Industriașilor din România a decis ca „în locul d-lui dr. Gheorghian, care locuește în străinătate, să se numească alt președinte de onoare”.
Procesele împotriva lui Gheorghian au continuat în absența acestuia. În aceeași speță, în afară de Mihail Ștefănescu, împotriva fostului primar depuseseră diverse plângeri și alți creditori: societatea M. Alcalay & Co. sau Albert Moscuna. Un proces a fost deschis și la Curtea de Apel Constanța, de către un anume Clairé Maccéala Pauzzoni. Avocații creditorilor, Mircea Djuvara și M. Munteanu-Galați, au solicitat instanței chemarea lui Gheorghian la interogatoriu prin intermediul unei comisii rogatorii a tribunalului localității din Franța unde locuia, însă avocații fostului edil s-au opus. „După îndelungi desbateri”, completul de trei judecători al Curții de Apel București a formulat opinii divergente asupra admisibilității probatoriilor, astfel că s-a decis repunerea pe rol a procesului în complet de cinci judecători. În final, pe 8 octombrie 1933, secția a V-a a Curții de Apel București a respins acțiunea de declarare în faliment a lui Gheorghe Gheorghian.

## Adept al incinerării

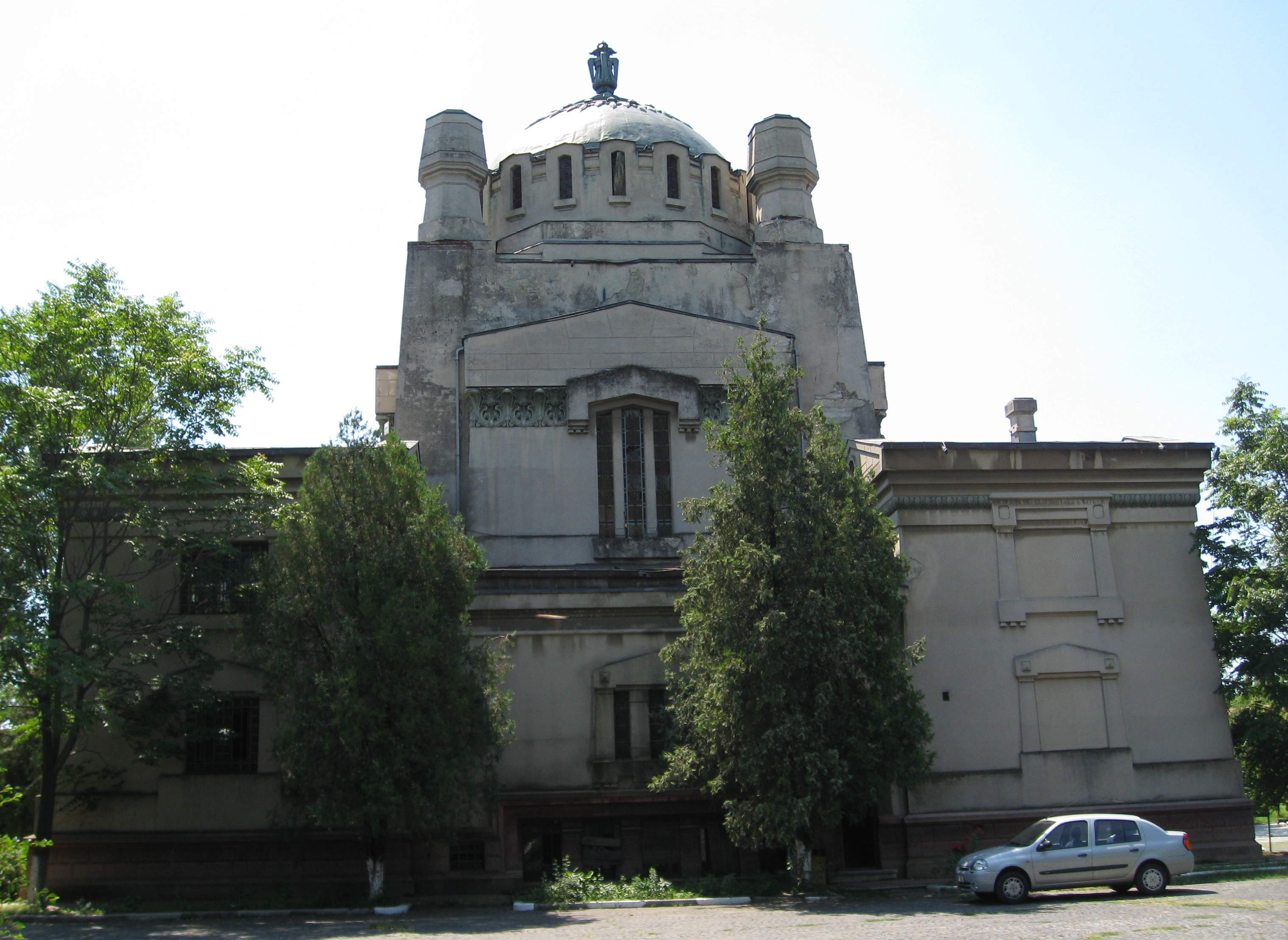
Crematoriul Cenușa.

Împreună cu alți apropiați, Gheorghe Gheorghian a militat pentru și a promovat ritualul funerar al incinerării. Medic de profesie, el a susținut că „procesul de descompunere a cadavrului e același dacă se introduce cadavrul în pământ și dacă se arde”. Față de obiecțiile Bisericii, el a argumentat că nimic nu împiedică introducerea urnei funerare în pământ, respectându-se astfel dogma bisericească conform căruia cel decedat trebuie să fie încredințat pământului. Conform lui Gheorghian, „cremațiunea e și practică și civilizată”.
Pornind de la aceste idei, în după-amiaza zilei de 7 martie 1923, „o mână de intelectuali” adunați la un ceai în casa fostului ministru Grigore Trancu-Iași a înfințat o „societate pentru cremațiune”, denumită inițial „Nirvana”. Ion Costinescu, viitor primar al Bucureștilor și ministru al Sănătății, a fost ales președintele societății, iar Trancu-Iași și Gheorghe Gheorghian au fost aleși vicepreședinți. Din organizație mai făceau parte Radu D. Rosetti, Constantin C. Dissescu și David Emanuel. Ulterior, la sugestia lui Radu D. Rosetti, societatea a fost redenumită „Cenușa”, pentru a evita acuzațiile că ar promova o practică străină spațiului românesc. În primul an de funcționare, societatea „Cenușa” a ajuns să aibă 14 membri, iar după aproape 15 ani numărul acestora a crescut la 1000.
După ce a devenit primar al capitalei, Ion Costinescu a sprijinit societatea, iar instituția pe care o conducea a donat un teren pentru construirea primului crematoriu uman, lângă spitalul Zerlendi din Calea Șerban-Vodă, în apropierea cimitirului Bellu. Pe 8 iulie 1925, „la 6 după-amiaza”, a avut loc punerea pietrei de temelie a construcției. La solemnitate au asistat primarul Costinescu, doctorul Gheorghe Gheorghian, doctorul Nicolae Staicovici, David Emanuel, Radu D. Rosetti, arhitectul Pop Cerchez, viceprimarii N. Alexandrescu, D. P. Niculescu-Ritz, Temistocle Alexandrescu și ing. Ion Ionescu, precum și alte personalități. În cuvântul său, în numele societății „Cenușa”, Gheorghe Gheorghian a mulțumit primarului Costinescu pentru sprijinul acordat pentru ridicarea construcției și lui Radu D. Rosetti pentru eforturile neobosite depuse în această direcție. Crematoriul Cenușa a fost inaugurat la 25 ianuarie 1928.

## Onoruri
Pe 1 mai 1921, în prezența unui „număr impozant” de participanți, în Parcul Carol I s-a desfășurat o ceremonie în cursul căreia Pietro Badoglio, trimis special al Regelui Victor Emanuel al III-lea, a decorat orașul București cu medalia „Crucea de Război”, „pentru a recunoaște și recompensa bravura și sacrificiile Poporului român” în timpul Primului Război Mondial. Medalia a fost înmânată primarului Gheorghe Gheorghian, care a fost apoi decorat de generalul Badoglio cu ordinul de „Mare ofițer al coroanei Italiene”.